# Оукли-Бут, Ташан
Ташан Динначи Л. Оукли-Бут (англ. Tashan Dinnachi L. Oakley-Boothe; родился 14 февраля 2000, Ламберт, Лондон) — английский футболист, полузащитник клуба «Сток Сити», выступающий на правах аренды за «Линкольн Сити».

## Клубная карьера
Летом 2016 года перешёл в молодёжную академию лондонского клуба «Тоттенхэм Хотспур».
19 сентября 2017 года дебютировал в основном составе «шпор», выйдя на замену Деле Алли в матче Кубка Футбольной лиги против «Барнсли».

## Карьера в сборной
27 октября 2015 года дебютировал в составе национальной сборной Англии до 16 лет в матче против сверстников из Японии.
С 2016 года выступает в составе сборной Англии до 17 лет. В 2017 году в составе сборной принял участие в чемпионате Европы (дошёл до финала) и чемпионате мира (стал чемпионом).

## Достижения
Сборная Англии (до 17 лет)
- Победитель чемпионата мира (до 17 лет): 2017